# VII. Kelemen pápa
VII. Kelemen pápa (eredeti nevén: Giulio de’ Medici; Firenze, 1478. május 26. – Róma, 1534. szeptember 25.) a 219. római pápa 1523-tól haláláig.
VII. Kelemen a Medici-család egyik sarja volt, és így nem is olyan nehéz elképzelni, hogy a szintén Medici pápa X. Leó pontifikátusa alatt az ifjú rokonnak milyen gyorsan felívelt a politikai és egyházi karrierje. VI. Adorján úgynevezett „barbár” pontifikátusa után Kelementől mindenki azt várta, hogy politikai jártasságával, éles eszével végre egyensúlyt teremt az egyházon belül. Ezt többen többféleképpen is értelmezték akkoriban. Leginkább arra gondoltak a bíborosok, hogy az egyensúlyt a kifelé mutatott egyházi erkölcsök és a belül velejéig korrupt, kapzsi és dőzsölő főpapok között kell megteremteni. Másrészt az egyensúly a független Itáliára is vonatkozott, ami az I. Ferenc francia király és V. Károly német-római császár közötti politikai egyensúlyra is utal. Kelemen azonban több krónikás és modern történetíró szerint sem váltotta be a hozzá fűzött reményeket. Sőt, az ő pontifikátusához kapcsolható rémségek alapjaiban törték meg a pápaság és az egyház tekintélyét és hatalmát. Kelemen uralkodását leginkább a végzetes kudarcok jellemezték, ami egyben ráébresztette a kúriát arra, hogy a változtatások mennyire időszerűek lettek.

## A firenzei fattyú
Giulio de’ Medici néven, Firenzében született. Apja, Giuliano de’ Medici, a híres Lorenzo öccse, pár hónappal világra jötte előtt meghalt, amikor a toszkán főváros uralkodó családját a Pazzi-összeesküvés során megpróbálták végleg elűzni a politikai életből. A hatalmas Lorenzo de’ Medici hátszele és a pápaság felé menetelő unokabáty ellenére többen is támadták a gyermeket, ugyanis a firenzei társuralkodó nem kötött törvényes házasságot Giulio anyjával, éppen ezért sokan törvénytelennek tartották a legifjabb Medicit. A kánoni törvényeket kiválóan ismerő apa, azzal védekezett, hogy Giulio anyjával kötötte őket a per sponsalia de presenti hivatalos aktusa, amely valóban az egyházi jog egyik régi eljárása volt a házasság megkötésére, viszont a megfelelő hivatalos személyek híján korántsem lehetett azt állítani, hogy tökéletesen hivatalos volt a házasságkötés.
Mindenesetre a Medici-család tagjai közé fogadta a gyermeket, és apja halála után nagybátyja, Lorenzo udvarába került. Az idős herceg a legkiválóbb oktatást nyújtotta neki. Évek múltán Rodosz lovagjává avatták, majd Capua főperjele lett. Giulio harmincöt éves volt, amikor unokabátyját a bíborosi kollégium X. Leó néven pápává választotta. Ettől kezdve az ifjú Medici a Vatikán egyik legfontosabb belső tanácsosa lett. 1513. szeptember 28-án Leó Firenze érsekévé és bíborosává szentelte fel unokaöccsét, aki hamarosan a pápai kúria alkancellárja lett. A valóságban nagybátyja pontifikátusának alkonyán már ő tartotta kezében a pápai állam ügyeit. A pápai politika fő mozgatóerejévé vált, és hatalmas befolyásra tett szert a kúrián belül.
Amikor Leó pápa 1522-ben meghalt, az összeülő konklávén a Medici bíboros játszotta a főszerepet. Éppen ezért is lepett meg mindenkit, hogy a konklávé végül a holland származású VI. Adorjánt választotta meg egyházfőnek. Ugyan Giuliónak nem sikerült elérnie, hogy őt vagy legalább támogatottját, Alessandro Farnese bíborost válasszák meg nagybátyja utódának, mégis az Apostoli Szentszék irányításában megőrizte befolyását. A rövid életű Adorján felborzolta a kedélyeket Rómában és a bíborosi kollégiumban is. Éppen ezért a következő konklávén igyekeztek olyan egyházfőt megválasztani, akit pontosan ismertek, és tudták, mit várhatnak tőle. A pápaválasztás leginkább a francia és a Habsburg érdekek ütköztetéséről szólt, amelyben végül Giulio nyert. 1523. november 19-én a szent kollégium Giulio de’ Medicit választotta meg az egyház legfőbb hivatalába, aki felvette a VII. Kelemen uralkodói nevet.

## A nagy veszteségek pontifikátusa

### A paviai csatavesztés
Kelement a népszerűtlen VI. Adorján után az örök város népe ujjongva fogadta, hiszen újra Itália gyermeke foglalhatta el a pápai trónust. Az ünneplések elültével Kelemen nekilátott megvalósítani azt a független itáliai államot, amelyről a reneszánsz kor egyházfői egytől egyig álmodtak. Természetesen Kelemen is úgy képzelte, hogy az egyik hatalmat a másikkal kijátszva tulajdonképpen saját családjának uralma alá hajtja az Alpoktól Nápolyig a félszigetet. Amikor trónra lépett, Európában már háború dúlt. A korábbi franciaellenes harcokban kialakult szövetségek vívták egymás ellen csatáikat, és a kontinentális hegemóniáért vívott háború ezúttal is Itália északi területein zajlott. A Burgundia trónjáért fellángoló harcokban Adorján révén, a pápaság Kelemen trónra lépésekor az egykori Szent Liga országai mellett állt. A pápa egyik legbefolyásosabb tanácsadóját, Nikolaus Schönberg bíborost, Capua érsekét választotta ki a felborult európai béke helyreállítására. Schönberg felkereste V. Károly német-római császárt és VIII. Henrik angol királyt is, de a békéltető szándék kudarcot vallott.

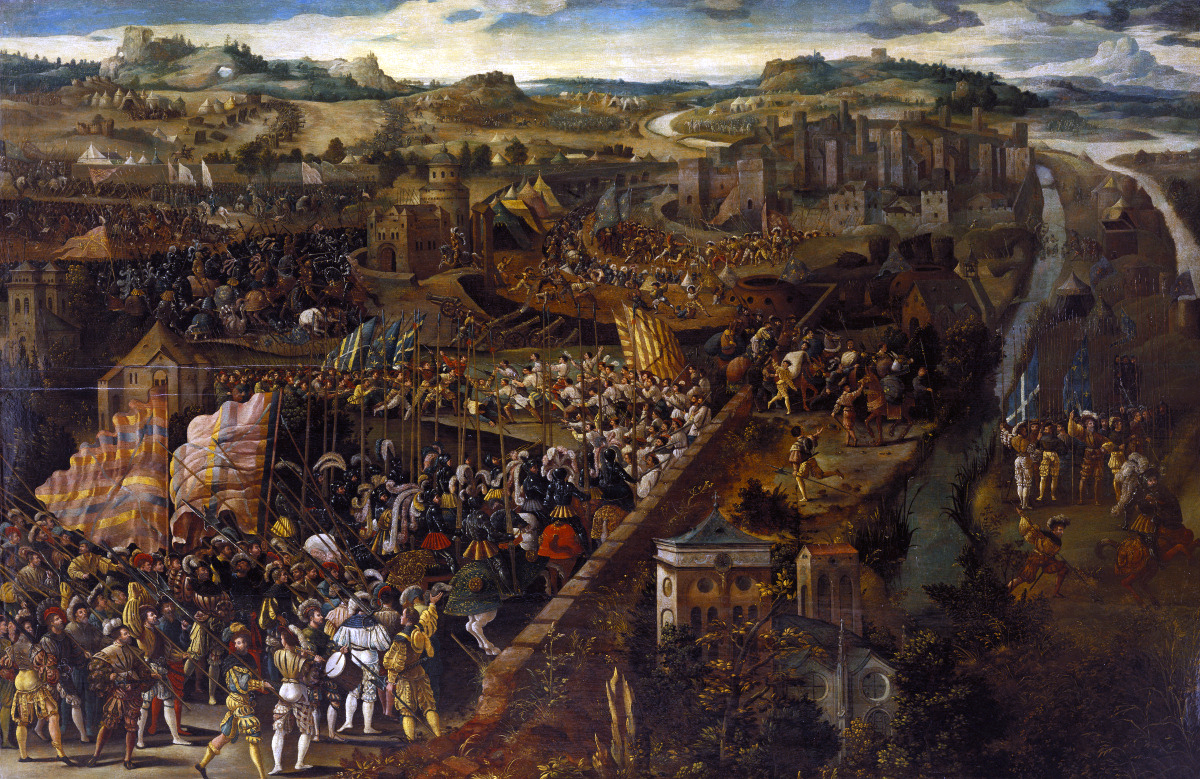
A paviai csata

Károly mint a kontinens jó részének uralkodója a konklávén Kelemen megválasztása mellett állt ki, ezért a pápa a Burgundiáért folyó háborúban nem mondhatott nemet az Adorján által megkötött szövetségre. Mindemellett Kelemen és közvetlen tanácsadói is úgy vélték, hogy a spanyol, nápolyi és német területek felett is uralkodó Károly sokkal nagyobb fenyegetést jelent Itáliára és a megálmodott Medici uralta királyságra, mint I. Ferenc Franciaországa. Éppen ezért egy évvel Kelemen trónra lépése után, amikor a francia csapatok elfoglalták Milánót, a pápa titkos szerződést ajánlott fel Ferencnek. Az 1525 januárjában megkötött egyezség alapján a franciák a pápai állam hatalma alá engedték Parmát és Piacenzát, garantálták a Mediciek hatalmának visszaállítását Firenzében, és ezért cserébe az egyházfő szabad átvonulást biztosít a francia hadaknak Nápoly felé.
A szerződés azonban csúfos diplomáciai kudarchoz vezetett, amikor 1525. február 24-én Pavia mellett a francia sereg súlyos vereséget szenvedett V. Károly hadaitól. A csatában maga I. Ferenc is fogságba esett. A titkos szerződésre fény derült, és ez nem tett jót a kúria és V. Károly kapcsolatainak, ami Kelemen számára leginkább abban mutatkozott meg, hogy a római németpárti nemesek zúgolódni kezdtek a pápa döntései ellen. Emellett a pápa nyílt németellenessége nagy szerepet játszott abban, hogy Németországban az uralkodó osztály körében is jelentős teret hódítsanak Luther nézetei. Végül is a háború lezárásaképpen a spanyol fogságban ülő I. Ferenc a madridi békeszerződésben súlyos árat fizetett a veszteségért, míg Kelemen a nápolyi alkirályon keresztül újra megerősítette szövetségét V. Károllyal, és tulajdonképpen különösebb veszteségek nélkül megúszta az elpártolást.

### Sacco di Roma
Kelemen úgy gondolta, hogy a madridi békével újra helyreáll a rend, és amint az utolsó zsoldos is elhagyja Itália földjét, minden visszarendeződik az eredeti állapotába. A pápai udvar a Károly diktálta béke után szinte azonnal felvette a kapcsolatot az alakuló Cognaci Liga tagjaival, és támogatásáról biztosította a liga háborús céljait. A Rómában tárgyaló császári követek megneszelték a pápa ügyködését, és a végső békét úgy szabták meg, hogy az örök városnak 60 000 dukát jóvátételt kell fizetnie a császári kincstárnak. Kelemen beleegyezett a feltételbe, amiről akkor még senki nem sejtette, hogy Róma csúfos bukásához és véres kifosztásához fog vezetni. 

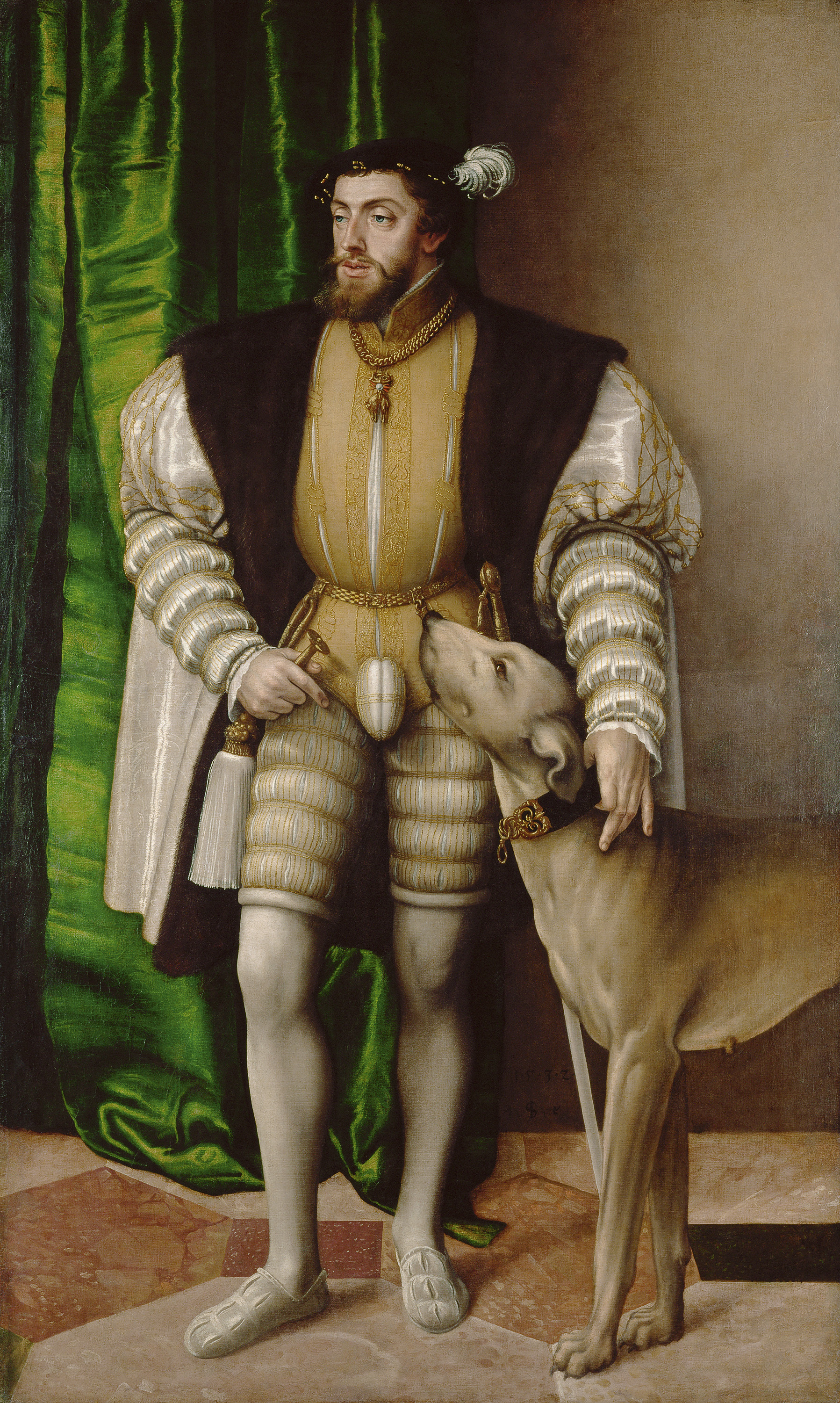
V. Károly német-római császár portréja

Az Észak-Itáliában állomásozó császári zsoldosok fizetése és ellátása a háború végeztével akadozni kezdett. A pénz és élelem nélkül álló hatalmas sereg zúgolódott, és 1527 tavaszán a 35 ezres sereg fellázadt, és arra kényszerítette Charles de Bourbon (Bourbon Károly) herceget, Montpensier grófját, hogy induljanak el Róma felé. A sereg a mintegy 6000 fős spanyol légión kívül túlnyomórészt a német zsoldosokból állt, akik Luther reformáció eszméit már jó ideje átvették. Az örök város elleni hadjáratot több kiváltó okra is vissza lehet vezetni. Egyrészt a zsold nélküli sereg a gazdag város kifosztásában látta az elmaradt fizetség pótlását. Másrészt a német Landsknechtek a reformáció szelleme miatt Rómára úgy tekintettek, mint a bűn városára, amelynek a büntetés egyébként is kijár. Mindemellett Luther elítélte Róma kifosztását. A harmadik ok pedig a királyát eláruló Bourbon Károly személyében leledzett, aki a császár eltökélt híveként úgy gondolta, hogy a kétkulacsos politikát folytató pápai politikának nem árt, ha móresre tanítják. Bár Károly herceg elképzelései szerint az örök várost csak megszorongatták volna. A paviai csatavesztés után Itáliában a pápaság szövetséges erői közül nem maradt jelentős erő, ezért az engedetlen sereg akadálytalanul vonulhatott Lazio felé, útközben pedig Firenzét is megtámadta. Firenzében azonban a cognaci liga egyik hadserege elsáncolta magát, a gyors zsákmányra éhes császáriak gyorsan felhagytak a város ostromával, és nehéz fegyverzetüket hátrahagyva Róma felé indultak.
Eközben Rómában Kelemen teljes nyugalomban igyekezett megszabni a pápai politika újabb útjait, hitt a békében és éppen ezért semmiféle ostromra nem számított. Amikor május 5-én Bourbon Károly herceg vezetésével a német seregek elérték Róma falait, a pápa alig akart hinni a szemének. A városfalak jórészt védtelenek voltak, hiszen Kelemen a harcok lezárultával leszereltette védelmét. Károly serege ostromgépek és tüzérség nélkül a Vatikán-domb felől rohanta meg a falat, amelynek védelmét alig ötezer katona és a Svájci Gárda látta el. Az ostrom 1527. május 6-án kezdődött. Károly pontosan tudta, hogy a városfalak a Vatikán felől a leggyengébbek, és ebben nem is csalódott. Az ostromot nem bírták sokáig a védők, a dühös német sereg elözönlötte a várost. A helyzetet súlyosbította, hogy az ostrom során halálos sebet kapott Bourbon Károly herceg, a fékevesztett sereg így teljesen kicsúszott vezetőinek irányítása alól. A védelem áttörése után a vad zsoldos sereg a Szent Péter-bazilika felé rohant, ahol a Svájci Gárda történetének legvéresebb és leghősiesebb ellenállásába ütközött. Kelemen a gyorsan zajló események miatt még palotájában volt, így csak a gárdisták kitartásán múlott, hogy az egyházfő a passetto di Borgo titkos alagútján át a Vatikánból az Angyalvár biztonságos erődjébe menekülhetett, s csak az utolsó pillanatban menekült meg a féktelen zsoldosoktól. A Szent Péter-bazilika lépcsőin harcoló gárdistákat szinte egytől egyig lemészárolták. A 189 gárdistából a feljegyzések szerint mindössze 42 menekült meg, java részük azért, mert a pápát kísérte az Angyalvárba. A véres eseményekre emlékezve mind a mai napig május 6-án teszik le esküjüket a Gárda új tagjai.
A gárdisták eleste után gyakorlatilag védtelenül maradt az egész város, és ami ezt követte az a római reneszánsz virágzásának csúfos végét jelentette. Egy pártatlan krónikás így emlékezett meg az eseményekről:

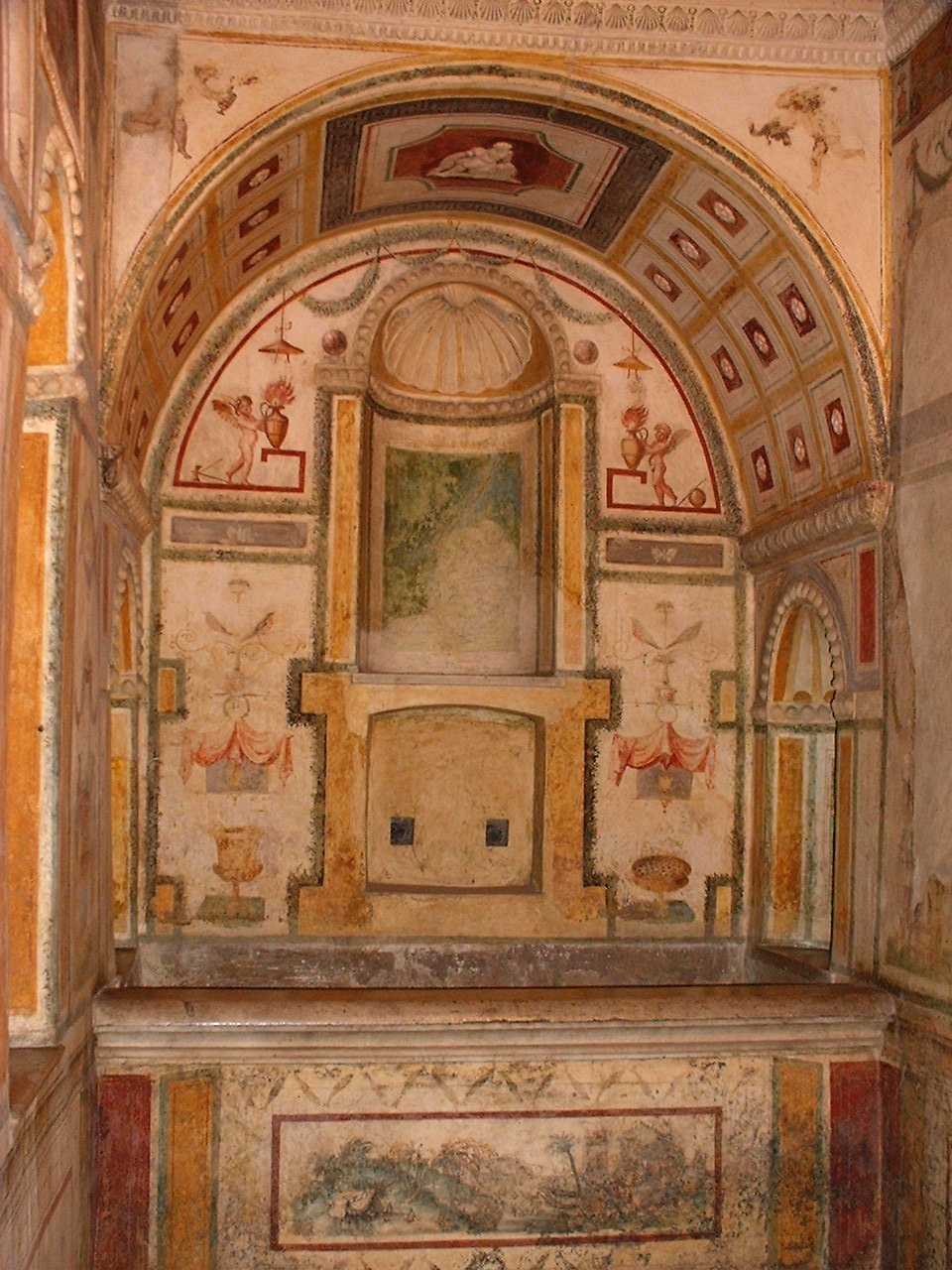
VII. Kelemen fürdőszobája az Angyalvárban

A kitört féktelen fosztogatást és rablást csak tetézte, hogy május 8-án a város falaihoz ért Pompeo Colonna bíboros, Kelemen esküdt ellensége, aki már korábban is megtett mindent, hogy a gyűlölt Medici uralkodásának véget vessen. Kelemen fogságba esésének hírére serege élén azonnal a szent városba vonult, hogy részese legyen a diadalnak, de Róma csúfos fosztogatása még őt is elborzasztotta. A korabeli politikai feljegyzések szerint V. Károly császárt nem nagyon viselte meg az örök város borzasztó pusztulása. Úgy tűnt, a császár hallgatólagosan beleegyezett a pápa megleckéztetésébe, hiszen nem küldött parancsot a visszavonulásra, vagy sereget Róma felmentésére a féktelen rablóbandává alakult császári sereg ellen. Végül a zsoldosok és Colonna bíboros június 6-án megadásra kényszerítették Kelement, aki 400 000 aranydukátot fizetett életéért, majd feladta magát és az Angyalvárat is. A fosztogatás elült, és Károly császár végre igazi békefeltételeket diktált a két részre hajló pápai politika megbüntetésére. Kelemennek bele kellett egyeznie, hogy a pápai állam területétől a Német-római Birodalomhoz csatolják Parmát, Piacenzát, Civitavecchiát és Modenát. Később a valóságban csak Modena elfoglalása történt meg ténylegesen. A Velencei Köztársaság sem tétlenkedett, és azonnal elfoglalta a pápai hatalom gyengülése miatt védtelenné vált Cerviát és Ravennát. Riminiben pedig újra trónra ülhetett Sigismondo Malatesta, amivel a kikötőváros is kikerült a pápai fennhatóság alól.
Kelement ezután az Angyalvárba zárták be, és hat hónapon keresztül tartották ott fogva. A pápának a letöltött fél év után sikerült megvesztegetnie jó néhány császári hivatalnokot, így házalónak álcázva magát elszökhetett az örök városból. Először Orvieto falai mögé menekült, majd Viterbóban talált menedékre, és csak 1528 októberében tért vissza a szinte elnéptelenedett Rómába.
Kelemennek szökése után alaposan át kellett gondolnia a Szentszék politikáját. A régi, nagy, Medicik vezette Itália álomképe kezdett ködbe veszni, és hiába vélte a franciákat kevésbé veszélyesnek a független Itáliára, mégis úgy tűnt, hogy a pápának Károly kegyeit kell megnyernie. Kelemennek úgymond nem maradt más választása, hiszen I. Ferenc csapatai csúfos vereséget szenvedtek időközben Nápolynál, így a Szent Liga tulajdonképpen szétesett. Emellett be kellett látnia, hogy családja hatalmát Firenzében egyedül a német-római császár segítségével állíthatja helyre, arról nem is beszélve, hogy a kritikus méreteket öltött reformáció németországi visszaszorításában is csak Károly segítségére támaszkodhatott.
Mindezek ismeretében nem meglepő, hogy a pápai diplomácia 1529 júniusára Barcelonában nyélbe ütötte a békét V. Károly képviselőivel. Ezek szerint a pápai állam visszakapott néhány korábban elvesztett várost, és Kelemen ígéretet kapott a firenzei trón visszanyerésére. A béke értelmében hatalmas sereg vonult Toszkánába, s tizenegy hónapnyi ostrom után 1530-ban Firenze végre kapitulált, és Kelemen a város trónjára ültethette törvénytelen gyermekét, Alessandro de’ Medicit. A két hatalom közti béke megpecsételésére 1530. február 24-én került sor Bolognában. Itt személyesen találkozott Károly és Kelemen, és a katedrálisban a pápa császárrá koronázta Károlyt.
Ezzel hosszú évek óta ismét békés időszak köszöntött Itáliára, és Kelemen is sokat tanult a háborúkból. A korábban mereven németellenes kúria Róma kifosztása után egyenesen rettegett a császártól, és Kelemen uralkodása alatt többször nem mert ellentmondani Károlynak. Ez később csak tetézni fogja a római katolikus egyház gondjait főként Angliával szemben.

### Az anglikán egyház

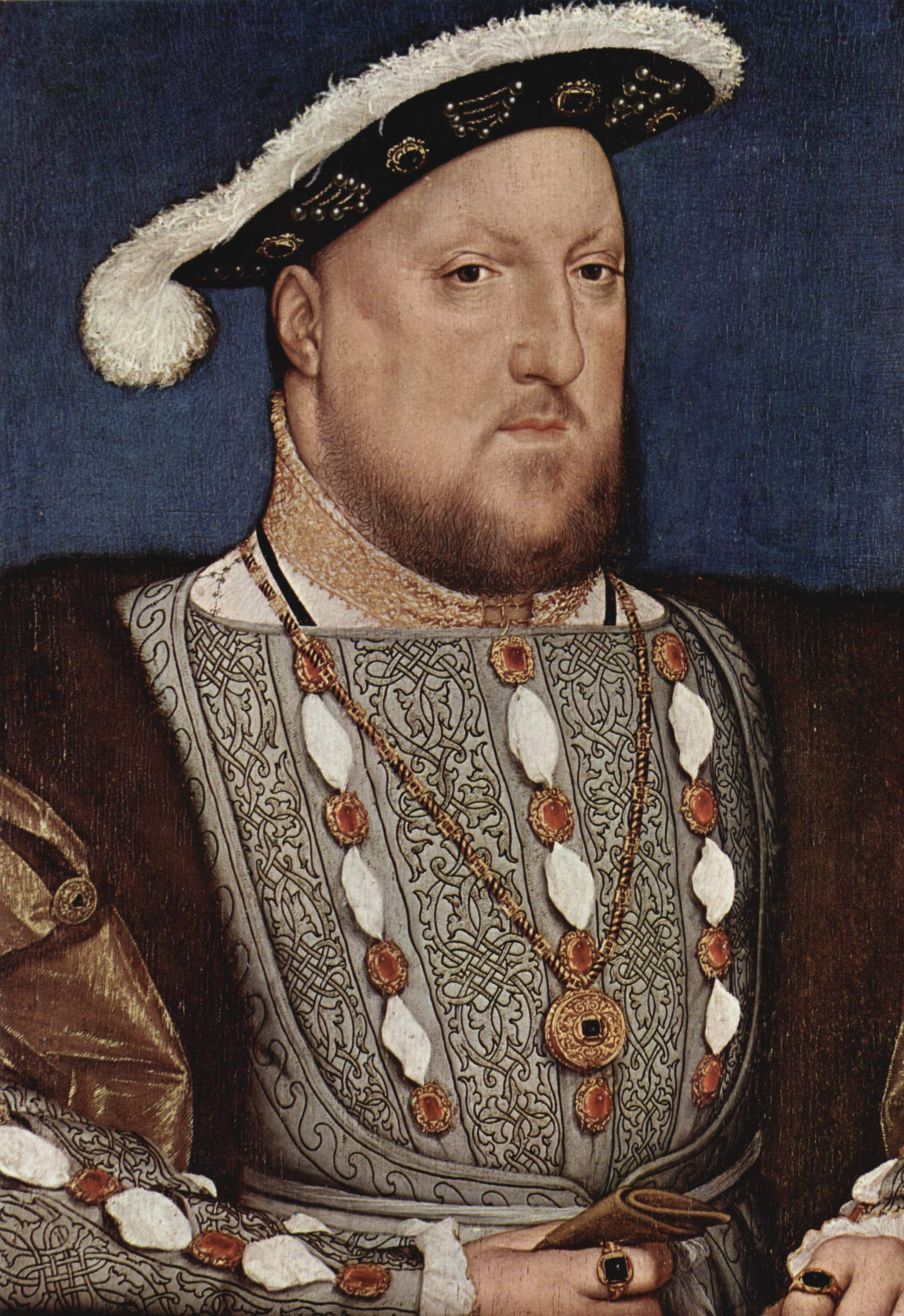
VIII. Henrik angol király portréja

Kelemen uralkodása alatt a Róma ellen vonuló lutheránusokon keresztül végre érezhető közelségbe került a kúria számára a reformáció jelentette probléma. A távoli északon prédikáló Luther híveinek száma egyre csak növekedett, ami rámutatott az egyházi reformok szükségességére. De a reformáción kívül Kelemen pontifikátusa tartogatott a katolicizmusnak még egy nagy csapást.
1527 májusában VIII. Henrik angol király nyíltan Thomas Wolsey bíboros tudtára adta, hogy el akar válni feleségétől, Aragóniai Katalintól. Katalin Henrik bátyjának, Artúrnak az özvegye volt, és az uralkodó azért akart elválni mert a spanyol származású királyné képtelen fiúgyermekben örököst világra hozni. A királyi párnak ugyan hat gyermeke is született, de közülük csak egyetlen, a későbbi I. Mária élte túl a születést. Emellett Henrik szerelmes lett Boleyn Annába. A bíborost nem volt egyszerű meggyőzni a király ügyéről, ugyanis Henrik és Katalin házasságát pápai bulla védte. Henrik a trónörökös nélküli frigy mellett arra alapozta kérelmét, hogy házassága Katalinnal való rokonsága miatt érvénytelen. A korabeli egyházi törvények ugyanis rokonnak tartották a testvér feleségét is, amennyiben nemi kapcsolat létesült közöttük. Henrik válóokainak a szépséghibája az volt, hogy ugyanezen okok miatt Boleyn Annával sem házasodhatott össze, ugyanis évekkel azelőtt már két törvénytelen gyermeke is született Anna nővérétől, Máriától.
Wolsey bíborosnak nem állt jogában a pápai bulla feloldása, ezért a türelmetlen király azonnal követeket küldött Rómába, hogy Kelemen jóváhagyását elnyerje. Azonban a követ éppen Róma kifosztásakor érkezett meg Itáliába, és először csak a pápa szabadulásakor beszélhetett vele Orvietóban. Kelemennek akkoriban elég sűrű teendői voltak, ezért úgy döntött, hogy elutasítja Henrik kérését, ugyanis a bulla visszavonása megrendítené az egyház hitelét. Az angol uralkodó nem volt hajlandó belenyugodni a pápa döntésébe, és még egy követséget küldött Rómába. Henrik követei mindent megpróbáltak, hogy kicsikarják Kelemenből a szükséges okiratot, de időközben a politikai viszonyok is viharosan megváltoztak. A pápa Angliába küldte Laurentio de Campeggio bíborost, hogy a helyszínen ellenőrizze a házassági okiratok valódiságát De ugyanakkor leveleket is kapott Katalintól, aki ellenezte az igazságtalan válást. Ez a kisebb baj lett volna, de Katalin unokaöccse, V. Károly, német-római császár is levélben fordult Kelemenhez. A barcelonai békekötés előestéjén az egyházfőnek nem volt tanácsos összerúgnia a port a császárral, ezért igyekezett kerülőúton igazságot szolgáltatni. Kémekkel árasztotta el az angol királyi udvart, és igyekezett bizonyítékokat gyűjteni arról, hogy Henrik miért nem válhat el Katalintól. 

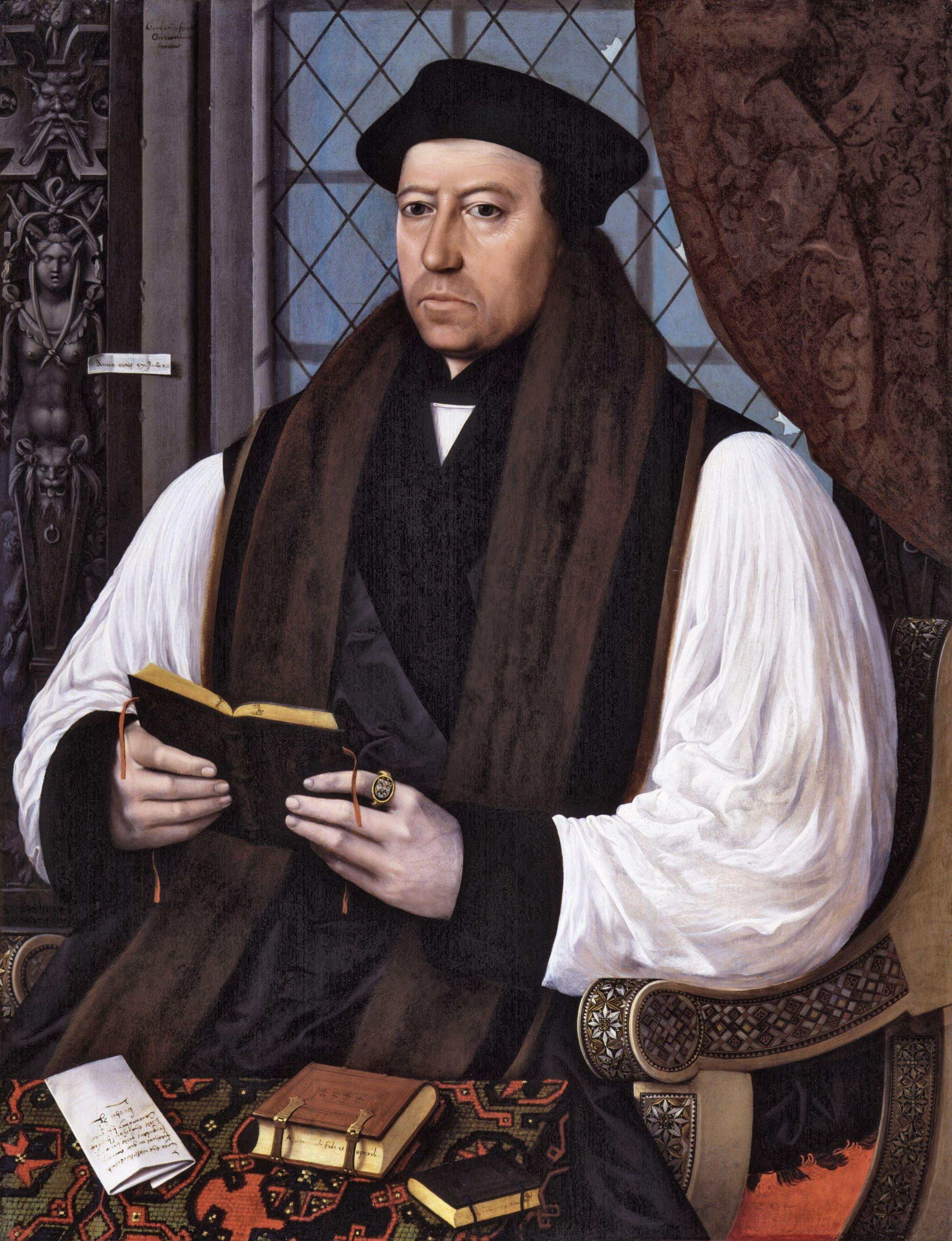
Thomas Cranmer, Canterbury érseke

Kelemen az angol egyháznak és az udvarnak írt levelében egyházi átokkal fenyegette meg azt a klerikust vagy ítélőszéket, amely kimondja Henrik és Katalin házasságának érvénytelenségét. Henriknek pedig megtiltotta, hogy új házasságot kössön addig, amíg Rómában nem születik döntés az ügyben. Az idő húzása azonban feldühítette Henriket, és 1531-ben hatalmas büntetést fizettetett meg az angol egyházzal felségsértés vádja miatt. Úgy vélte, hogy az angol egyház egy külföldi hatalom segítségét kérte ki olyan ügyben, amely a koronát illetné meg. Ugyanakkor a király nyomására az angol parlament határozatot hozott arról, hogy meghatározott ideig az angol egyházi adók Rómának járó részét visszatartják. A politikai feszültség nem csökkent, és Kelemen folytatta a kémkedést Henrik ellen, amikor 1532. augusztus 22-én meghalt Canterbury érseke, és Henrik ekkor elérkezettnek látta az időt egy átfogóbb támadásra a katolikus egyház ellen. A francia uralkodó közbenjárásával sikerült elérnie, hogy az érseki székbe egyik hívét, Thomas Cranmert nevezze ki a pápa. Az új érsek első dolga volt, hogy kihirdesse, elindítsa Henrik és Katalin házasságának felbontását, mialatt a király titokban házasságot kötött Boleyn Annával. Cranmer érsek 1533 májusában elismerte ezt a házasságot, és felbontotta Henrik és Katalin frigyét. Boleyn Annát 1533. június 1-jén angol királynévá koronázták.
A házasság felbontása komoly hadüzenet volt Rómának, de Henrik úgy döntött, hogy minden kapcsolatot megszakít a pápával, és függetleníti Anglia egyházát. Az angol parlament az új királyné megkoronázása után minden Rómához való fellebbezést megtiltott, és komoly pénzbüntetést irányzott elő annak, aki kihirdeti a pápai bullákat Angliában. Csak ekkor eszmélt rá Kelemen és a pápai kúria a helyzet komolyságára, és a pápa kiközösítette Henriket, majd semmissé nyilvánította Henrik és Boleyn Anna házasságát. A pápai nuncius elhagyta Angliát és az uralkodó minden diplomáciai kapcsolatot megszakított a Szentszékkel. 1534 januárjában VIII. Henrik nyomására az angol parlament elfogadta az Act of Supremacy törvényét, amivel az anglikán egyház függetlenné vált Rómától. A római ítélőszék csak márciusban hozta meg ítéletét Henrik ügyében, miszerint Katalinnal való házasságát nem bonthatja fel, de az ítélettel Kelemen már jócskán elkésett. Sokan élesen bírálták a pápát a kései cselekvésért, amivel a katolikus egyház elveszítette Angliát.

### A zsinat rémképe
Kelemen tizenegy éves pontifikátusát sokan sokféleképpen értékelték, abban azonban nagyrészt mindenki egyetértett, hogy VI. Adorján úgynevezett katasztrófaregnálása után, ha lehet, Kelemen még sötétebb árnyakat borított a Szentszékre. Az ő pontifikátusa minden értelemben a reneszánsz pápák korának végét jelentette, és egyúttal minden kétkedő előtt nyilvánvalóvá tette az egyházi reformok szükségességét.
Mindemellett a pápa hitéletbeli kormányzása nem marasztalható el. Sok időt töltött a szerzetesrendek reformjaival, főként a ferencesek és a kapucinusok rendje tisztelte őt igazi védelmezőjeként. Kelemen regnálásának háborús évei javarészt lekötötték az egyházi jövedelmeket és a pápa figyelmét is, mégsem feledkezett meg az egyre ádázabban támadó Oszmán Birodalom fenyegetéséről. Az Európában is egyre nagyobb területet elfoglaló törökök ellen többször is keresztes háborút hirdetett, aminek persze nem volt nagy foganatja. A legnagyobb uralkodók az itáliai harcokkal voltak elfoglalva, éppen ezért érte fájdalmasan Kelement a hír, hogy 1526-ban a mohácsi csatában Magyarország elbukott I. Szulejmán szultán seregei előtt. A véres küzdelemben II. Lajos király is életét vesztette, és ezzel megkezdődött Magyarország másfél évszázados küzdelme a török ellen. Kelemen küldött némi anyagi támogatást, de a Rómát feldúló német zsoldosok minden erejét felőrölték.
Igazán a Róma nagy fosztogatása után vált nyilvánvalóvá és elfogadottá a klérus körében az egyetemes zsinat összehívásának szükségessége. Kelement egyre jobban nyomasztották a pápaság súlyos kérdései. A Luther által életre keltett reformáció, az elszakadó anglikán egyház és a törökök vészes előrenyomulása, valamint az egyházi reformok egyenként is embert próbáló feladatok. A pápa azonban a zsinat ötletének hallatára mindig igyekezett valamilyen kifogást találni. Leginkább a francia uralkodó rosszallásától és annak túlzott súlyától tartott a zsinaton. Az egyház égető problémáira csak Kelemen halála után hívtak össze egyetemes zsinatot.

### Kelemen mecenatúrája és halála

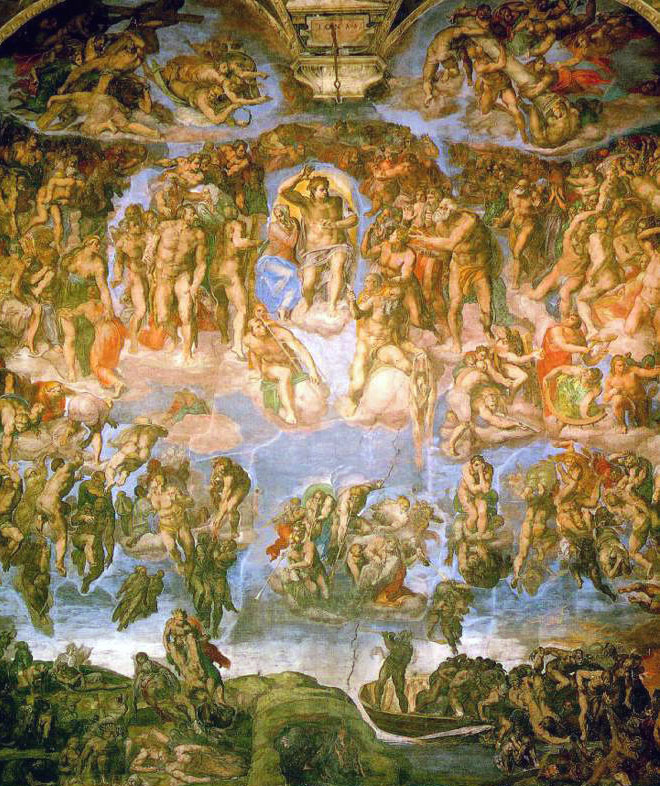
Michelangelo Utolsó ítélet című freskója a Sixtus-kápolnában

Semmi sem fejezheti ki igazán, hogy Kelemen mennyire a reneszánsz utolsó pápája volt, mint a művészet pártolása. Mint családjának legtöbb tagja, ő is rajongott a szobrászatért, festészetért és az építészetért. Jelentős összegekkel támogatta Michelangelo, Sebastiano del Piombo, Raffaello és Cellini munkásságát. Ez utóbbi az ő pontifikátusa nyomán vált valóban elismert szobrásszá. Sebastiano del Piombo és Raffaello művészei vetélkedését még bíboros korában kísérte figyelemmel: a Narbonne-ba rendelt mindkét mestertől egy-egy oltárképet, Sebastianótól a Lázár feltámasztását, Raffaellótól a Színeváltozást. Sebastiano del Piombo Rafaello halála után a pápa legkedvesebb festője lett, 1531-ben egy pápai szinekúrát, a pecsétőri címet adományozta neki (a festő innen kapta del Piombo, azaz az ólompecsétre utaló „ólom” jelentésű melléknevét).

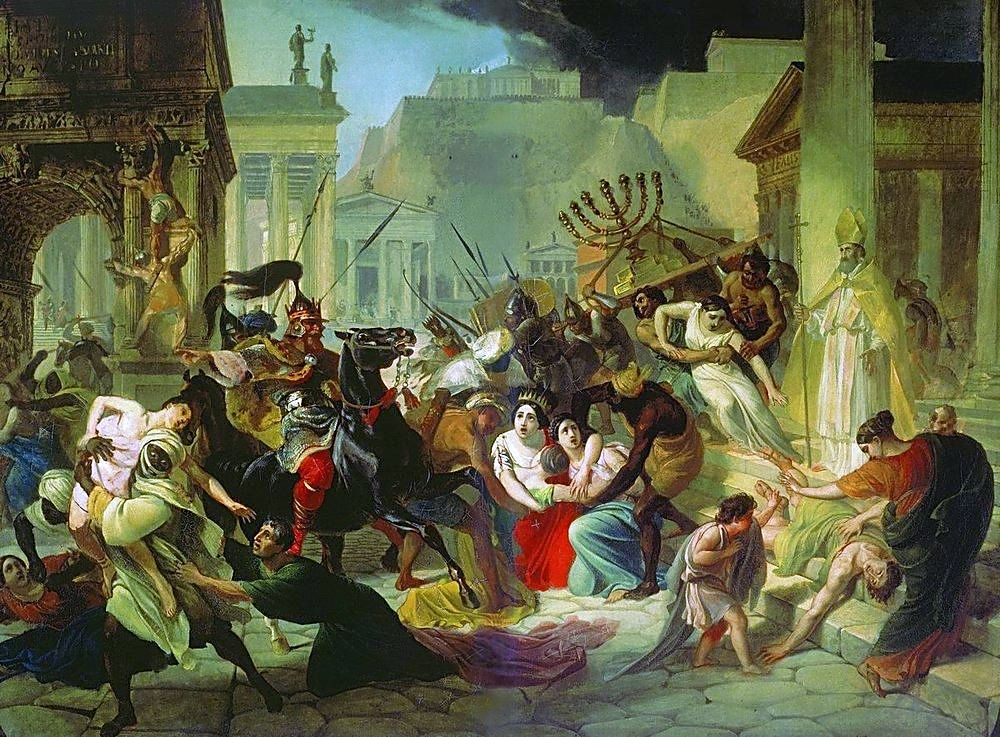
Karl Briullov: Róma kifosztása (Sacco di Roma)

A pápát rendkívül megviselte lelkileg Róma kifosztása. A gyönyörű reneszánsz város sok részlete elpusztult, számos műalkotást elloptak vagy tönkretettek. Kelemen a gyász jeleként hosszú szakállat növesztett, amelyet élete végéig nem vágatott le. Annak ellenére tette ezt, hogy a kánonjog tiltotta a papoknak a szakáll viselését. A gyász jelének effajta kimutatása azonban már korábban is népszerű volt Rómában. Már II. Gyula pápa is szakállat növesztett Bologna bukása után, mintegy gyásza jelképeként. Igazán azonban Kelemen volt az, aki a szakállat úgymond divatba hozta a pápák között. Az őt követő huszonöt egyházfő ugyanis egészen XII. Incéig szakállat viselt.
Hódolatát a művészet iránt csak jelképesen tudta kifejezni, amely leginkább a zavaros pontifikátusnak tudható be. Mindemellett az ő megbízására készítette el Michelangelo több Medici síremlékét is. Az emlékműveket ugyan nem sikerült befejeznie, mégis a rájuk faragott hét szobor sok művészettörténész szerint a mester legkiválóbb alkotásai. Röviddel a pápa halála előtt Michelangelo elvállalta a Sixtus-kápolna mind a mai napig látható csodálatos freskóját, az Utolsó ítéletet. Kelemen utolsó éveiben leginkább a művészetekkel foglalkozott. Külpolitikájában csak lassan kezdett a francia szövetség felé fordulni, de konkrét lépésre már nem kerülhetett sor, ugyanis 1534. szeptember 25-én váratlanul meghalt. (Egyes források szerint egy gyilkos galóca elfogyasztása okozta a halálát.) A római Santa Maria sopra Minerva-templomban helyezték – üdvrivalgás mellett – örök nyugalomra.

## Művei
- Documenta Catholica Omnia (latin nyelven). Cooperatorum Veritatis Societas. (Hozzáférés: 2011. december 6.)

## Alakja a populáris kultúrában
A Szulejmán című televíziós sorozatban Alp Öyken török színész alakítja.